# Bosna i Hercegovina u ranom srednjem vijeku
Od 6. stoljeća počinje dolazak i naseljavanje Slavena na području današnje Bosne i Hercegovine. U to doba, Slaveni su, zajedno s Avarima, asimilirali tamošnje Kelte, Ilire i Rimljane te razvili slabo poznate političke strukture i kulturne slojeve koji će rezultirati vladavinom banova na tom području najkasnije u 12. stoljeću. Zbog djelomične izoliranosti regije od glavnih kulturnih i političkih strujanja svoga doba, ostavljen je relativno mali broj kulturnih, vjerskih i sekularnih spomenika osim stećaka. Prvi stećci u Bosni datiraju iz 1080., a najpoznatniji i najstariji očuvani je onaj iz 1094. godine. 
Prvi put se ime Bosna spominje u djelu Konstantina Porfirogeneta u djelu O upravljanju carstvom, kao zemlja oko gornjeg toka rijeke. Od toga vremena zemlja se širila na okolne zemlje i župe, te tako izrasla u banovinu, a kasnije i u kraljevstvo nekoliko stoljeća kasnije. 
Prostor Bosne najprije je pripadao Bizantu, pa potom je njime upravljalo Hrvatsko Kraljevstvo (Trpimirovići, 9. – 11. stoljeće) s kraćim periodima srpske vladavine (npr. za vladanja velikog župana Časlava). Nakon promjene vladajuće dinastije, Bosna pod Arpadovićima ostaje polusamostalna vazalna država s razdobljima bizanske vlasti.

## Dolazak Slavena
Iako su tijekom 5. i 6. stoljeća kroz Bosnu i Hercegovinu prošlo nebrojeni narodi, koji su iza sebe ostavljali pustoš, katastrofa je uslijedila krajem 6. i početkom 7. stoljeća, kada su se pojavili Avari i Slaveni. Godine 602. prešli su Savu i upali na teritorij Bosne i Hercegovine. Do dvadesetih godina sedmog stoljeća Slaveni su se bili naselili u današnjoj Bugarskoj i Srbiji, a vjerojatno su na mnogim mjestima prodrli i u Bosnu. Zatim su, u roku od nekoliko godina na početku 7. stoljeća, stupila na scenu još dva slavenska plemena: Hrvati i Srbi. 
Sudeći po zapisima bizantskog povjesničara i cara Konstantina Porfirogeneta (koji je pisao 300 godina kasnije, ali se služio carskim arhivima), Hrvate je na Balkan pozvao tadašnji bizantski car Heraklije da istjeraju napasne Avare. Srbi, prema Konstantinu, nisu bili angažirani da se bore protiv Avara, ali su bili povezani s Hrvatima i došli su na Balkan u isto vrijeme. Bizantsko carstvo, kojemu je pripadalo područje današnje Bosne i Hercegovine, bilo je u to doba oslabljeno velikim i teškim ratovima u 6. stoljeću, te zauzeto borbom protiv Perzijanaca na istoku u 6. i 7. stoljeću pa je ta područja prepustilo svojim vazalima. 
Većina znanstvenika vjeruje da su i Srbi i Hrvati bili slavenska plemena s iranskom vladajućom kastom, ili da su prvobitno bili iranska plemena, koja su stekla slavenske podanike. Negdje na početku sedmog stoljeća oba su plemena osnovala svoja kraljevstva u srednjoj Europi: "Bijelu Hrvatsku", koja je obuhvaćala dio današnje južne Poljske, i "Bijelu Srbiju", u današnjoj Lužici. Odatle su se i jedni i drugi doselili na zapad Balkana. U vrijeme kad su oni došli na Balkan ondje je već postojalo brojno slavensko pučanstvo i brojnije od svih Srba i Hrvata zajedno. Taj slavenski supstrat zacijelo je asimilirao ostatke pučanstva, čiji su preci bili većinom Iliri, Kelti i Rimljani, a zatim pojedinci iz svih dijelova Rimskog Carstva pa i Goti, Alani, Huni i Avari. 
Srbi su se naselili na području koje odgovara današnjoj jugozapadnoj Srbiji (teritorij kasnije poznat pod imenom Raška), a s vremenom su širili svoju vlast i na teritorij Duklje (današnja Crna Gora). Hrvati su se naselili otprilike na području, koje odgovara današnjoj Hrvatskoj i velikom dijelu današnje Bosne i Hercegovine (osim gornjeg toka rijeke Drine). 
Lokalno je slavensko pučanstvo bilo organizirano na tradicionalnoj plemenskoj osnovi: hijerarhija jedinica počinjala je od porodice, porodice su bile udružene u rodove, a rodovi u plemena. Teritorij jednog plemena zvanom župa vladao je teritorijalni poglavar zvani župan. Vjerovali su u tradicionalne slavenske bogove (ni za ovo ne postoj dokazi). Bizantsko Carstvo nije ondje izravno vladalo, ali je uspijevalo prisiliti pučanstvo da od vremena do vremena prizna njegovu vrhovnu vlast.

## Krajevi Bosne
Jezgra Bosanske Banovine se nalazi na području gornjeg toka rijeke Bosne. Do 10. stoljeća je dio hrvatskog kraljevstva, a oko 950. godine je kratkotrajno u vlasti srpskih velikih župana. Nakon te epizode (kraja građanskog rata u Hrvatskoj) se ponovno vraća kao dio jake hrvatske države, koja kraljevinom postaje 300 godina prije Srbije. 
Vladar Bosne najprije ovisan, a kasnije neovisan gospodar zemlje oko gornjeg toka rijeke Bosne, zove se banom. Po Dukljaninu, bosanski ban je jedan od prvih velmoža hrvatske države. Usora i Soli prostirale su se najvećim dijelom sjeveroistoka, koji je nekad spadao rimskoj provinciji Panoniji. Podrinje je bilo područje s desne strane Drine, a u Raškoj je sezalo do iza Plevlje i Mileševa. 
Današnjom Hercegovinom prostirale su se do 11. stoljeća samostalna područja i to: Neretvanska kneževina, U Makarskom primorju između rijeke Cetine i Neretve i na otocima, Zahumlje ili Humska zemlja od Neretve do Dubrovnika i Travunja od Dubrovnika do Kotora sa sjedištem u Trebinju. Područje Duklje danas čini Crna Gora. Pop Dukljanin navodi da su sva četiri navedena područja hrvatska i činili su zajedno državu Crvena Hrvatska (Croatia Rubea). 
Crvenoj Hrvatskoj su pripadali gradovi  Dubrovnik, Bar, Ulcinj i čitav teritorij današnje Hercegovine. Zapadno i sjeverozapadno od Bosne bili su krajevi koji su pripadali Hrvatskoj državi. Porfirogenet spominje, među 12 župa Bijele Hrvatske, Hlivno (današnje Livanjsko polje), Pset (oko Bosanske Krupe i Bosanskog Petrovca) i Plivu (oko Jajca i rijeke Plive). Iz Plive, Luka (Dnoluka) i Uskoplja (na gornjem Vrbasu) su lokalni plemići Hrvatinići stvorili svoje knežeštvo Donjih Kraja u 13. stoljeću, a svoju moć su proširili na okolne posjede nakon smanjenja moći Šubića (čiji su prvo vazali bili) i jačanja Kotromanića.

## 8. stoljeće
Potkraj osmog i na početku devetog stoljeća sjevernu Hrvatsku, pa i dobar dio sjeverne i sjeverozapadne Bosne, osvojili su Franci Karla Velikoga. Ti su teritoriji ostali pod franačkom vlašću sve do sedamdesetih godina devetog stoljeća. Vjerojatno se baš u tom razdoblju stari plemenski poredak u Bosni i Hrvatskoj počeo mijenjati po uzoru na zapadnoeuropski feudalizam. Usora i Soli pripadaju državi Braslava i Ljudevita Posavskog, slavenskih ili posavsko-hrvatskih knezova koji vladaju Donjom Panonijom (ili Posavskom Hrvatskom).[nedostaje izvor]

## 9. stoljeće
Od sredine 9. st. postoje izvori koji potvrdjuju pripadnost Bosne kneževini Hrvatskoj za Trpimira. Od 864. do 876. u Hrvatskoj pa tako i Bosni vlada knez Domagoj, najgori knez Hrvata kako ga naziva mletački kroničar đakon Ivan. Vjerojatno, pod bizantskim utjecajem, protiv Domagoja je spremana urota, ali je otkrivena. Domagoj je vrlo drastično obračunao s urotnicima te ih sve poubijao. 
Porfirogenet nam pripovijeda o borbama Hrvata i Bugara, negdje poslije god. 870., za kana Borisa i kneza Trpimira. Slična stvar događa se i god. 926. za kralja Tomislava. Kako su Hrvatska i Bugarska međusobno graničile i imale direktne veze, to predstavlja dokaz da su podrinjske i vrhbosanske župe pripadale Hrvatskoj državi.[nedostaje izvor]

## 10. stoljeće
Hrvatski ralj Tomislav koji je vladao od 910. do 928. pobijedio je Bugare i pred njihovom navalom zaštitio Srbe 926. u bitci koja se odvijala negdje u bosanskim planinama. Većina današnje Bosne i Hercegovine je bila dio njegovog kraljevstva.  
Nakon njegove smrti (vjerojatno 928. godine), Hrvatsku je pogodio građanski rat i kratko vrijeme (između tridesetih i šezdesetih godina desetog stoljeća) veći dio Bosne pripao je srpskoj kneževini koja je priznavala vrhovnu vlast Bizantskog Carstva. Car Porfirogenet spominje u spisu "De administrando imperio" oko 950. god., da je "horion Bosona" odnosno kraj ili zemljica Bosna pripadao Srbiji (državi kneza Časlava) s dva grada kojima se ne zna točan lokalitet: Kotor (Kotorac kod Sarajeva?) i Desnik. Tada se Bosna prvi put spominje u povijesnim izvorima, a sam naziv dolazi po lokalitetu, odnosno rijeci Bosni i predslavenskog je tj. ilirskog porijekla.
Car je pisao svoje djelo upravo u ono vrijeme, kad je Bugarska za cara Petra oslabila i kad je u Hrvatskoj vladala anarhija zbog bune bana Pribunje i ubojstva kralja Miroslava 949. Već oko 960. hrvatski kralj Mihajlo Krešimir II. ponovno zauzima cijelu Bosnu, kako bilježi pop Dukljanin. Možda je neko vrijeme pripadala i Samuilovoj makedonskoj državi. 
Zapadno i sjeverozapadno od Vrhosne, bile su druge župe i provincije hrvatske države (Bijela Hrvatska); Hlivno, Pset i Pliva, a granica je vjerojatno išla južno od Vlašića, tako da se provincija Vrhbosna prostirala do današnje Zenice, Zavidovića i Kaknja.
S južne strane su se nalazili lokalni vladari krajeva Crvene Hrvatske (uključujući Zahumlje i Travunju), koji su po Dukljaninu Hrvati poput Prelimira i Radoslava, a narod je katoličke vjere. Tim područjem (današnja istočna Hercegovina i djelovi Crne Gore) u doba kralja Tomislava vlada moćni knez Mihajlo Višević. Mletačka kronika (Ivan Mlečanin) spominje Mihajla kao kneza Hrvata. 

## 11. stoljeće
Zatim je, 1019. godine, ponovo moćno Bizantsko Carstvo pod carem Bazilijem II., zatornikom Bugara, prisilio srpske i hrvatske vladare da priznaju bizantsku vrhovnu vlast. Godine 1025., poslije smrti bizantijskog cara Bazilija II., počinje kraj bizantske dominacije na ovom području, tako da 1040. godine bizantski car mora bosanskog bana da mu se pridruži u ratu protiv dukljanskog kneza Vojislava, koji se nastojao osamostaliti.[nedostaje izvor] U 11. stoljeću Bosnom vladaju hrvatski namjesnici i plemići, a na krajnjem istoku neko vrijeme i srpski vladari, kao bizantski vazali. Hrvatska se u doba kralja Petra Krešimira IV., prostirala od Neretve do Drave i od mora do Drine.[nedostaje izvor]
Više nezavisnosti uživali su krajevi južno od Bosne, teritorij Duklje i Hum ili Zahumlje, gdje su lokalni knezovi odolijevali vladavini Bizanta. Ti su krajevi ujedinjeni u jedinstvenu kneževinu, koja se u sedamdesetim godinama 11. stoljeća proširila i na srpski teritorij Rašku. Po Dukljaninu koncem 11. stoljeća zavladao je Bosnom na malo vremena nakon Zvonimirove smrti dukljanski kralj Bodin. U njoj je kralj Bodin postavio za kneza svog čovjeka Stjepana. Bodin je bio slavenski vladar, odnosno po Popu Dukljaninu crvenohrvatski, a ne srpski. U osamdesetim godinama proširila se Duklja pod kraljem Bodinom još i više pa je obuhvaćala veći dio Bosne, ali je nakon Bodinove smrti 1101. godine kraljevstvo uskoro propalo.

## 12. stoljeće
Kraj 11. stoljeća označava prekretnicu u povijesti Balkanskog poluotoka. Nakon Bodinove smrti, jača srpska Raška, širi se na Duklju i postaje srce srednjovjekovne kraljevine Srbije. Dotle hrvatske zemlje ulaze u savez s Ugrima, a 1102. godine ugarski kralj Koloman okrunjen je za kralja Hrvatske. Tako je uspostavljen odnos između te dvije države, u vidu personalne unije i savezništva. Svi krajevi oko Bihaća, Krupe, Cazina, Sanskog Mosta, Dubice, Petrovca, Gradiške, Prijedora i Banje Luke bili su hrvatski i nisu nikada Bosni pripadali prije njezina pada 1463. godine ili su samo pripadali pojedinim bosanskim velikaškim porodicama vrlo kratko vrijeme. Ta područja su pripadala Zagrebačkoj biskupiji i poslije će biti poznata pod nazivom Turska Hrvatska. 
Hrvatsko-Ugarska vlast se 1102. godine proteže i po cijeloj Bosni, ali tamo vlada ban, službenik kralja, a njegova vlast u tijeku 12. stoljeća postaje sve samostalnija. U 12. stoljeću ugarsko-hrvatski kralj Bela II. Slijepi godine 1138. naziva se kraljem Dalmacije, Hrvatske, Rame i Ugarske, a Rama se tada odnosila na područje Bosne. Vjerojatno je Bela II. na saboru u Ostrogonu 1139. dao Bosnu (Bosnensem ducatum) svome sinu Ladislavu. 
Bosanski banovi su većinu vremena službenici, vazali ugarsko-hrvatskih kraljeva. Bizant povremeno vlada nekim dijelovima današnje Bosne. Od 1154. do 1163., spominje ban Borić, slavonski velikaš iz okoline Grabarja blizu Slavonskog Broda, iz obitelji Berislavići Grabarski. Drži se da su njegovi potomci bosanski banovi i kraljevi Kotromanići. Usora i Soli se prvi puta administrativno povezuju s Bosnom,  za prvog poznatog bana Borića (prije 1163.). Banu su ta područja darovali ugarsko-hrvatski kraljevi, ali su ih poslije više puta i oduzimali, jer su ih uvijek smatrali kao posebni, istočnoj banovini kasnije pripojeni dio Slavonije. U zapisima se javljaju samo kao ugarsko-hrvatske oblasti ili kao bosanske, nikad kao srpske.   
U listini iz 1163. godine, kojom ugarsko-hrvatski kralj Stjepan IV. potvrđuje izvjesne privilegije "pred velikašima (svog) kraljevstva", među kojima nabraja i bosanskog bana Borića, vazala ugarsko-hrvatskog kralja i velikaša Ugarsko-hrvatskog kraljevstva. Pobjeda Bizanta nad Hrvatsko-Ugarskom državom imala je za posljedicu pojave Bizantske vlasti u Bosni od 1167. do 1180. Nakon uspješnog vojnog pohoda ekspanzionističkog cara Manuela Komnena ta vlast se širi i na ostatak Hrvatske, međutim svi vojni uspjesi ubrzo su pali u vodu nakon njegove smrti 1180. godine. Hrvatska obnavlja svoju uniju s Ugarskom. 
Ljetopisac Kinam je također pribilježio da Bosnu od Srbije dijeli rijeka Drina. Crta razdjelnica koja je ostala istočna granica Bosne, u većem dijelu njene kasnije povijesti. Podrinje je jedini, premda malen dio Bosne, koji je prvotno pripadao Nemanjićkoj državi. Koncem 12. stoljeća Zahumlje, Travunju i Duklju osvaja Stefan Nemanja i pripaja ih Srbiji. Sredinom 12. stoljeća pop Dukljanin dijeli Primorje (Maritima) na Bijelu i Crvenu Hrvatsku, a s druge strane Srbiju ili Zagorje (Surbia, Transmontana) koju dijeli na Bosnu i Rašku. U takvom misaonom ozračju i papinske bule potkraj 12. i u prvoj polovici 13. stoljeća, sadržaj kojih se očigledno temeljio na dubrovačkim obavijestima, poistovjećuju Srbiju s Bosnom (regnum Servilie, quod est Bosna). No kasnije se više puta Hum sjedinjuje s Hrvatskom npr. od 1198. do 1210. godine za vrijeme hrvatskog hercega Andrije.

## Vjera
Vrhbosanska biskupija (ecclesia bosniensis), spominje se kao rimokatolička biskupija u drugoj polovici 11. stoljeća (nakon crkvenog raskola između Rima i Carigrada 1054. godine). Godine 1089. potpala je pod nadbiskupiju u Baru. Čini se da je potpala i pod jurisdikciju Splitske nadbiskupije nakon toga. U 12. stoljeću pripojena je Dubrovačkoj nadbiskupiji. Hrvati u Hrvatskoj bivaju pokršteni za vrijeme kneza Višeslava (oko 800.), a Srbi bivaju definitivno pokršteni tek u doba Svetog Save, a to je kraj 12. stoljeća. 
Katolička crkva u unutrašnjosti Hrvatske se razlikovala od one na Zapadu: biskupi su bili domaći ljudi, glagoljaši s narodnim imenima (Radogost, Dragonja, Vladimir, Bratoslav), koristili su slavensko bogoslužje (za što je postojala dozvola pape). Proces pokrštavanja Slavena u unutrašnjosti teče sporije i dulje uz duže zadržavanje poganskih vjerovanja. To se zbiva zbog nedostupnosti i geografske izoliranosti. 
Na drugom splitskom saboru 927. godine, javlja se uz kralja Tomislava i zahumski knez Mihajlo Višević, odlučan katolik, kojemu papa Ivan X. piše poseban list što dokazuje katoličanstvo u Zahumlju, a kad su Nemanjići zauzeli Zahumlje, protjerali su iz Stona katoličkog biskupa i postavili pravoslavnoga. Pravoslavni biskup se u Zahumlju nije mogao zadržati ni 25 godina. Istočna područja današnje Bosne i Hercegovine, prije svega Podrinje, Hum i Travunja (današnja istočna Hercegovina i dio Crne Gore) su tek od 16. stoljeća postali u velikoj mjeri pravoslavni, Podrinje je to bilo i prije.

## Unutarnje poveznice
| - De administrando imperio - Popis bosanskih banova - Srednjovjekovna bosanska država - Srednjovjekovna hrvatska država - Srednjovjekovna srpska država | - Podrijetlo Hrvata, Bijela Hrvatska - Dolazak Hrvata, Pokrštenje Hrvata - Crvena Hrvatska: Paganija, Zahumlje - Travunja i Duklja; Mihajlo Višević - Kultura Crvene Hrvatske do 13. st. - Arhitektura Crvene Hrvatske |